# 山形県立酒田北高等学校
山形県立酒田北高等学校（やまがたけんりつ さかたきたこうとうがっこう、Yamagata Prefectural Sakata North High School）とは、山形県酒田市宮海字明治にあった県立高等学校。略称「北高」（きたこう）、「酒北」（さかきた）、「北」（きた）。
2012年（平成24年）3月に山形県立酒田光陵高等学校に統合され、閉校した。

## 概要
歴史
1948年（昭和23年）の学制改革により新制高等学校として創立された。現校名となったのは1961年（昭和36年）。2008年（平成20年）に創立60周年を迎えた。創立65周年を目前にした2012年（平成24年）3月に酒田市内の公立高等学校統合により閉校し、在校生は新設の山形県立酒田光陵高等学校に転学し、その普通科の生徒となった。
設置課程・学科
全日制課程 普通科
校訓
「行学一如」
教育目標
- 人間性を磨き、思いやりの心を持とう。
- 意欲を燃やし、豊かな知性を身に付けよう。
- 心身を鍛え、たくましい気力を養おう。

校章
1948年（昭和23年）5月3日の開校式を迎えるにあたり校章作成の会議を持ち、種々論議を経た結果として「働きながら学ぶ」との建学の精神と定時制高校の特色、地域性を校章に表現すべきであるとの結論に至り、校章作成委員会が発足。中国の故事「蛍雪の功」をふまえ、雪の結晶と蛍とを組み合わせ作成されたものである。当初の開校地である本楯村（旧・酒田市立鳥海中学校付近）の地名に関連づけるため、雪の結晶を「盾」状に配し、更に蛍を「高」の字に図案化し作成、完成させたものである。
校歌
作詞は結城哀草果、作曲は信時潔による。初代校長の富樫吉男が知人を介し、歌人の結城哀草果に作詞を依頼したもので、1951年（昭和26年）7月に来校し、10月に作詞が完了した。その後、信時潔に作曲が依頼され、同年11月10日に校歌が完成し、披露された。
進路
就職が半数以上を占めている。進学でも専門学校の比率が高く、4年制大学や短大への進学は少ない。

## 沿革
- 1948年（昭和23年）
  - 4月1日 - 新制高等学校「山形県立本楯高等学校」が旧・酒田市立鳥海中学校[1]付近に開校。本楯の読みは「もとたて」。
  - この年 - 校章を制定。
- 1951年（昭和26年） - 校歌を制定。披露。
- 1956年（昭和31年）4月1日 - 「山形県立酒田北高等学校」（現校名）に改称。
- 1979年（昭和54年） - 現校舎が完成、現在地に移転。
- 1994年（平成6年）  - 同窓会館建築完成。
- 1996年（平成8年）  - 特別教室棟（家庭科・情報処理）完成。
- 2010年（平成22年）4月1日 - 2年後の統合・酒田光陵高校の新設に備え、制服を改定。統合相手校すべての制服が統一される。
- 2012年（平成24年）3月31日 - 酒田市内の公立高校4校の統合により閉校。
  - 山形県立酒田商業高等学校、山形県立酒田工業高等学校、酒田市立酒田中央高等学校と統合され、山形県立酒田光陵高等学校が新設される。
  - 新設の酒田光陵高校の校地には、旧・酒田中央高等学校の校地が継続して使用されることとなる。
  - 在校生（1・2年修了者）は新設の酒田光陵高校に転学し、その普通科2・3年生となる。

## 部活動
運動系
- 野球部
- 陸上競技部
- テニス部
- サッカー部
- バレーボール部
- ウェイトリフティング部

文化系
- 吹奏楽部
- 総合文化部（ボランティア部門・文芸部門・写真部門）

## 交通アクセス
最寄りの鉄道駅
- JR東日本 羽越本線 「酒田駅」・「本楯駅」